# 合田倫子
合田 倫子（ごうだ のりこ、1983年12月8日 - ）は、関東地方を拠点に活動していた日本の元フリーアナウンサー、防災士。

## 来歴
大阪府出身。大阪府立天王寺高等学校理数科、神戸女学院大学文学部総合文化学科卒業。大学在学時にはテレビ朝日アスクにも通っていた。
大学を卒業後、2006年5月から2009年3月まで名古屋テレビ放送（メ〜テレ）のアナウンサーを務めた。その後も同じ系列の九州朝日放送 (KBC) でアナウンサーをしていたが、同局では合田 倫子（あいだ のりこ）と名乗っていた。
後に上京。テレビ朝日アスクが運営するアスクマネージメントに一時所属した後、フリーランスでの活動へと移行。日経CNBCと専属契約をし、2010年4月から3年間同局の番組キャスターを務めた。またこの時期、田中貴金属工業のテレビCMにも出演していた。
2013年4月、日経CNBCとの契約終了とともに日本を発ち、インドネシアのジャカルタへ移住。3年近く滞在した後、2016年に帰国する。現地滞在中には外資系のコンサルティングファームに勤務するなどアナウンス業務と関連しない仕事に就いており、日本へ戻ってからもアナウンス以外の仕事分野で精力的に活動しているという。

## 担当番組

### メ〜テレ
- めざせ！甲子園[8] - メインMC
- 全国高校野球選手権大会中継 - 愛知大会スタンドリポート
- UP! - 高校野球のコーナー担当、グルメリポーター（2006年度）、「ナツノリPICK UP!」フィールドキャスター（2008年度）
- WAYAYA丼 - リポーター
- WAYAYAあはっ! - リポーター
- アナchu!
- 速報!甲子園への道 - ローカルパートメインMC、スタンドリポート
- アナ誕!
- 朝だ!生です旅サラダ（朝日放送） - 中継リポーター
- スポケン! - アシスタント

### 九州朝日放送
- サワダデース - 「KBCだより」担当

### 日経CNBC
- ASIAエクスプレス
- NEWS ZONE（2010年）
- FXグローバルウォッチ（2010年）
- 日米マーケットリレー 朝エクスプレス
- 前場NOW
- 昼エクスプレス
- TOKYO マーケット ウォッチ
- マーケット ストリート
- デリバティブ マーケット
- NEWS FINE（テレビ東京、2011年） - 第1部の東証アローズ中継に日経CNBCのキャスターとして出演。
- ビジネスヘッドライン（2011年）